# Nicolae Densușianu
 Nicolae Densușianu (Densuș, 1846-Bucarest, 1911) fue un abogado, etnólogo y folclorista rumano. 

## Biografía
Nació el 18 de abril de 1846 en Densuș. Falleció en Bucarest el 24 de marzo de 1911. Fue autor, entre otras, de obras como Revoluţiunea lui Horia în Transilvania şi Ungaria y Dacia Preistorică, esta última llena de ideas fantasiosas, en la que hace a Dacia cuna de la civilización, publicada de forma póstuma en 1913.